# Embal·lonura del Pacífic
L'embal·lonura del Pacífic (Emballonura semicaudata) és un ratpenat de la família dels embal·lonúrids.

## Distribució geogràfica
Es troba a la Samoa Nord-americana, Fiji, Micronèsia, Palau, Samoa i Tonga. L'espècie va ser declarada extinta en Guam i Vanuatu per la UICN.

## Estat de conservació
El seu nombre ha minvat des de l'any 1945 a causa de l'alteració dels seus llocs de descans, la contaminació per pesticides, la pèrdua dels boscos nadius per a transformar-los en terrenys agrícoles i pastures i la introducció d'espècies exòtiques.

## Subespècies
- Emballonura semicaudata palauensis (Yamashima, 1932)
- Emballonura semicaudata rotensis (Yamashima, 1943)
- Emballonura semicaudata semicaudata (Peale, 1848)
- Emballonura semicaudata sulcata (Miller, 1911)[4]